# Argeliers
Argeliers är en kommun i departementet Aude i regionen Occitanien  i södra Frankrike. Kommunen ligger  i kantonen Ginestas som ligger i arrondissementet Narbonne. År 2022 hade Argeliers 2 128 invånare.

## Befolkningsutveckling
Antalet invånare i kommunen Argeliers
Referens: INSEE